# Předvánoční hádky
Předvánoční hádky (v anglickém originále The Fight Before Christmas) jsou 8. díl 22. řady (celkem 472.) amerického animovaného seriálu Simpsonovi. Scénář napsali Deb Lacustová a Dan Castellaneta a díl režírovali Bob Anderson a Matthew Schofield. V USA měl premiéru dne 5. prosince 2010 na stanici Fox Broadcasting Company a v Česku byl poprvé vysílán 30. června 2011 na stanici Prima Cool.

## Děj
Struktura epizody je podobná Speciálním čarodějnickým dílům, jen je rozdělena do čtyř příběhů místo tří. 

### Bartův příběh
Bart zůstane na Štědrý den vzhůru dlouho do noci, aby zabil Santu Clause za to, že mu před třemi Vánocemi nepřinesl terénní kolo. Nakonec usne a zdá se mu, že před domem přistane Polární expres řízený Otto Mannem a odveze ho na Severní pól. Bart se setká se Santou (Šáša Krusty), jenž zjistí, že mu došly peníze, protože každoroční rozdávání dárků výměnou za cukroví není udržitelný obchodní model. Bart pociťuje lítost, rozhodne se, že Santa už mu nemusí dávat terénní kolo, a odchází s tím, že Santa uspořádá ve své kanceláři večírek poté, co odhalí, jak jsou děti hloupé. 

### Lízin příběh
Líze se zdá, že je prosinec 1944 a že Marge je voják ve druhé světové válce. Kvůli tomu, že Marge byla předchozí rok při nákupu vánočního stromku náhle odvelena do zámoří, se Líza zapřísáhla, že už nikdy neuvidí žádný vánoční stromek, dokud se Marge nevrátí v pořádku domů. Během Vánoc roku 1944 však rodina dostane telegram, že Marge je nezvěstná v akci. Po této zprávě Líza uteče na místo, kde matku viděla naposledy – na farmu s vánočními stromky. Majitel místa tvrdí, že Marge předchozí rok za stromek zaplatila, ale nikdy si ho nevyzvedla. Líza, jež věří, že stromek je symbolem toho, že je Marge v pořádku, si ho vezme domů a spolu s Homerem a Bartem ho ozdobí. Jako parodie na Dumba je pak Marge viděna, jak ve francouzském kině při sledování propagandistického filmu zabíjí vůdce Adolfa Hitlera pistolí MP 40. Když odchází ze scény, kino za ní vybouchne. 

### Margin příběh
Marge se zdá, že poslala dopis Martě Stewartové, ve kterém ji žádá o pomoc při záchraně rodinných Vánoc. Martha okamžitě přijede a naplní dům vánoční výzdobou, o které Marge vždycky snila, ale ostatní členové rodiny skončí jako součást výzdoby, místo aby si mohli užít svátky s ní. Marge si rychle uvědomí, že jsou to právě Homer a děti, kdo pro ni dělá Vánoce výjimečnými, a tak Marthu všech ozdob zbaví kouzelnou hůlkou. Marge se pak na Štědrý den probudí a zjistí, že jí rodina přinesla ingredience na snídani do postele. Jejich pokusy o její přípravu se nezdaří, a tak jdou místo toho na snídani ven. 

### Maggiin příběh
Maggie se zdá, že se celá rodina stala loutkami v divadle. Když se Simpsonovi připravují na výlet na Havaj a požádají Vočka, aby jim hlídal dům, navštíví je nečekaně Homerův šéf pan Burns. Brzy se dozví, že Homer předstíral zranění krku, aby dostal na výlet volno, a povolá na něj své útočné psy. Přijde však jen jeden (představovaný primitivní ponožkovou loutkou), protože seriál utratil svůj rozpočet za Katy Perry, která se objeví jako ona a Vočkova přítelkyně. Když si všimne, že je Burns zklamaný z absence svých útočných psů, Katy mu dá pusu. Dojatý tím se Burns rozhodne Simpsonovým odpustit a dovolí jim, aby si užili výlet na Havaji, a pak všichni zazpívají parodii na „Twelve Days of Christmas“, skladbu hrající během titulků. Na konci titulků se Vočko pokusí Katy políbit, ale není dost vysoký, aby jí dosáhl na ústa, a tak se místo toho rozhodne políbit ji na pupík přes šaty. Katy opáčí, že ji nelíbá na pupík, což znamená, že ve skutečnosti líbá její vulvu, ale také říká, že Vočkovi neřekla, aby přestal.

## Produkce
Epizodu napsali Dan Castellaneta (který v Simpsonových dabuje Homera) a jeho žena Deb Lacustová a režírovali ji Bob Anderson a Matthew Schofield. Podobně jako Speciální čarodějnické díly obsahuje i tento díl několik částí. Protože se všechny čtyři odehrávají během Vánoc, byla epizoda původně vysílána v prosinci 2010. Od prvního dílu seriálu, svátečního speciálu Vánoce u Simpsonových z roku 1989, se v Simpsonových objevilo mnoho vánočních epizod a Předvánoční hádky nebyly prvním případem, kdy byla vánoční epizoda rozdělena na části. Několik pasáží dílu bylo inspirováno populární kulturou. Vlak, který se objeví v první snové části, odkazuje na vlak vystupující v dětské knize Polární expres a její filmové adaptaci. V budově Santovy kanceláře na Severním pólu se objevují postavy Schroedera (z Peanuts) a Bumbleho (z filmu Rudolph the Red-Nosed Reindeer). Druhá pasáž odkazuje na děj filmu Hanebný pancharti – Marge vyhodí do povětří kino s Adolfem Hitlerem a dalšími nacisty. V propagandistickém filmu, jenž se v kině hraje, se navíc objeví zlá verze Disneyho postavičky Dumba, která létá nad Londýnem a shazuje bomby.
Americká mediální osobnost Martha Stewartová hostuje v Předvánočních hádkách jako animovaná verze sebe sama. Její vystoupení bylo oznámeno tisku v dubnu 2010. Stewartová v rozhovoru uvedla, že si natáčení své role, kterou popsala jako „docela věrnou životu“, užila. Poznamenala také, že „scenáristé jsou vynikající“, a zažertovala, že „se mnou tvrdě pracovali, abych nebyla příliš špatná“. Stewartová projevila zájem o další hostování v seriálu v jednom ze Speciálních čarodějnických dílů, protože jejím oblíbeným svátkem je halloween.

### Hraná část
Díl obsahuje hranou pasáž, v níž vystupují postavy ze seriálu jako loutky, a hostuje v ní zpěvačka Katy Perry, která ztvárnila samu sebe, a paroduje dva televizní seriály The Muppet Show a Sezame, otevři se, v nichž vystupují Mupeti Jima Hensona. Mezi odkazy na tyto pořady patří loutkové verze dědy a Jaspera, kteří hecují herce loutkového pořadu Simpsonovi ze sedačky v lóži na způsob Statlera a Waldorfa z The Muppet Show, a Vočko požírající sušenky jako Keksík v Sezame, otevři se. Brad Trechak z AOL TV poznamenal, že „děj pasáže byl hloupý a zjednodušený v souladu se stylem Sezame, otevři se, ale měl několik skutečně dospělých momentů, jaké lze vidět v The Muppet Show“.
Pasáž byla inspirována oznámením, že Katy Perry bude v Sezame, otevři se vystupovat sama za sebe. Toto vystoupení, v němž Katy Perry předvede s Elmem dětskou verzi své písně „Hot n Cold“, se mělo původně objevit v premiéře 41. řady tohoto vzdělávacího pořadu pro děti 27. září 2010. Dne 23. září však bylo oznámeno, že bylo z pořadu vystřiženo, protože někteří rodiče, kteří vystoupení viděli na internetu, si stěžovali na odhalující oblečení, které měla Katy Perry na sobě. Sesame Workshop ve svém prohlášení uvedl: „Vzhledem k ohlasům, které jsme obdrželi na videoklip Katy Perry, jenž byl zveřejněn pouze na YouTube, jsme se rozhodli, že tuto pasáž nebudeme vysílat v televizním vysílání pořadu Sezame, otevři se, který je určen pro děti předškolního věku. Fanoušci Katy Perry si budou moci videoklip i nadále prohlédnout na YouTube.“.
Pasáž Simpsonových byla natočena v polovině září 2010, tedy ještě před začátkem kontroverze, a nebyla tedy inspirována rozhodnutím vystřihnout vystoupení Katy Perry ze Sezame, otevři se. Výkonný producent Al Jean uvedl 25. září v časopisu Entertainment Weekly, že zpěvačka bude v pořadu hostovat, a komentoval to slovy: „V návaznosti na Elmovu strašlivou zradu chtějí loutky Simpsonových oznámit, že stojí pocitově bok po boku s Katy Perry.“. Část byla natočena před zeleným pozadím. Bylo to potřetí, kdy byla část Simpsonových natočena v hrané podobě – poprvé to byla pasáž Homer³ ve Speciálním čarodějnickém dílu 7. řady a podruhé ve Strašlivých animácích ve Speciálním čarodějnickém dílu 10. řady.
Katy Perry má v dílu oblečené červené latexové šaty s odhaleným dekoltem. Redaktor časopisu Entertainment Weekly Dan Snierson poznamenal, že tyto šaty „by pravděpodobně neschválil ani Sezam“, a deník Metro poznamenal, že „producenti Simpsonových se rozhodně nebáli, že by Katy vypadala příliš vyzývavě“. Ve videorozhovoru se vyjádřila, že „považovala za čest“, když ji požádali, aby se objevila v Simpsonových: „Simpsonovi jsou něco jako národní poklad, pokud jde o Ameriku a celý svět,“ uvedla. Doplnila, že to považuje za jeden z vrcholů své kariéry a že účinkování vnímá jako znamení, že „to dokázala“.

## Přijetí
V původním americkém vysílání na stanici Fox ve Spojených státech 5. prosince 2010 epizodu sledovalo přibližně 9,56 milionu diváků. V demografické skupině dospělých ve věku 18–49 let získala rating 4,2 podle agentury Nielsen, což z ní v té době činilo nejlépe hodnocený díl řady. Epizodu také sledovalo 11 % televizních diváků. Simpsonovi se ten večer stali nejlépe hodnoceným pořadem v rámci bloku Animation Domination stanice Fox, když porazili pořady Cleveland show a Americký táta. Kromě toho se díl stal 5. nejlépe hodnoceným pořadem mezi dospělými ve věku 18–49 let v týdnu, kdy byl vysílán, a 20. nejlépe hodnoceným pořadem mezi všemi věkovými kategoriemi.
Epizoda jako celek získala od kritiků smíšené až pozitivní hodnocení. Brad Trechak z AOL TV napsal, že „ukázala úroveň představivosti, která nedávným halloweenským dílům chyběla“, a že „začala dobře a postupně se zlepšovala“. Emily VanDerWerffová z The A.V. Clubu naopak poznamenala, že pasáže „postupem času slábly“ a že díl „nebyl hrozný a měl několik solidních vtipů, ale kvalita pasáží byla rozhodně trefná“. Oba tito kritici chválili Bartův sen za to, že byl vtipný, a Lízin sen za parodii na Hanebný pancharty, na poslední dvě části však měli odlišný názor. Trechak uvedl, že Stewartová „opravdu zazářila (v Margině snu), kde hrála jakousi parodii sebe sama zkříženou s Mary Poppinsovou a Satanem“, a vyzdvihl hranou pasáž jako svou oblíbenou, protože je fanouškem Jima Hensona, tvůrce The Muppet Show. VanDerWerffová poznamenala, že „Margina návštěva u Marthy Stewartové byl jeden příliš natahovaný vtip a závěrečný kus s Muppet Simpsonovými byl příliš strojený“.
Několik dalších kritiků se vyjádřilo k hrané části. Tommy Christopher z Mediaite ve svém sloupku napsal, že díl byl „završen dokonalou parodií na The Muppet Show, ale odbočil k humoru pro dospělé, nad kterým by se červenali i Muppeti inspirovaní potitulkáři z Avenue Q“. Komentoval, že část, kdy si Vočko myslí, že líbá pupík Katy Perry, a ona mu říká, aby nepřestával, „musí být první v televizi, která porušuje dvojí tabu orálního sexu a manželského štěstí loutky na člověka“. Úsek pochválil Germain Lussier z časopisu /Film, který jej uvedl jako příklad toho, že seriál „jednou za čas (…) udělá něco tak pobuřujícího, že všichni ustoupíme a žasneme nad jejich genialitou“. Joyce Engová a Kate Stanhopeová z TV Guide označily tuto pasáž za druhý nejlepší televizní moment týdne.